# Синцицијум
Синцицијум је велика или екстензивна вишеједарна цитоплазма која је оивичена спољашњом, ћелијском мембраном, али није издвојена на појединачне једноједарне ћелије унутрашњим мембранама.